# Statele din Sud

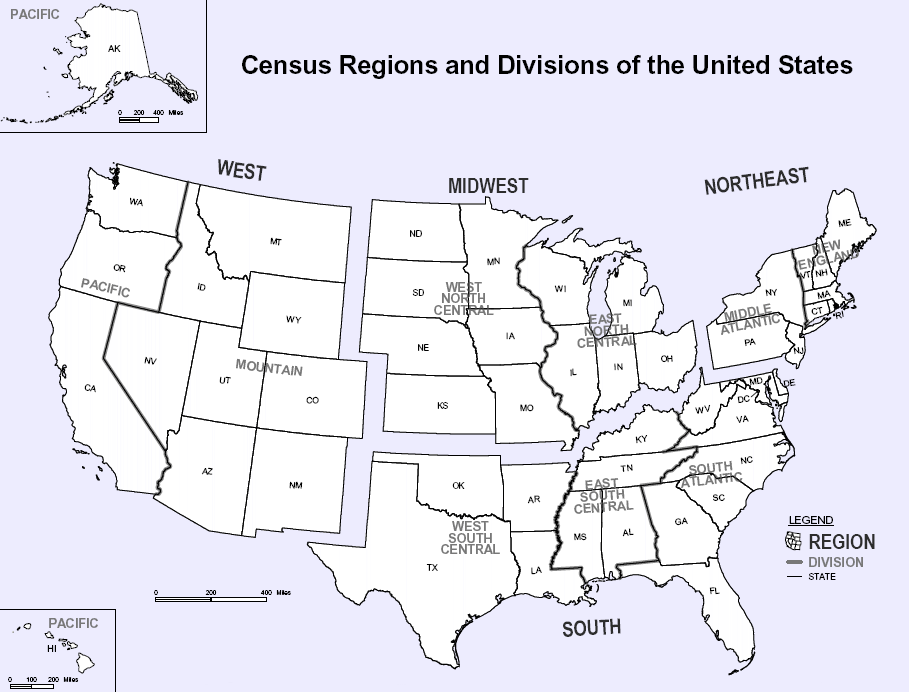

Statele din Sud termenul se referă la statele din sud-estul SUA. Pe acest teritoriu care are o suprafață de  2.384.143 km², trăiesc circa 100 de milioane de locuitori. Regiunea este situată la sud de linia Mason-Dixon care unește în punctele nordice:
- 39° 43′ N, 75° 47′ V
- 39° 43′ 20″ N, 75° 47′ 20″ V
- și ține până la punctul sudic 38° 28′ N, 75° 42′ W

care este granița dintre statele  Pennsylvania si Maryland (Statele Confederate ale Americii), și unde până în anul 1865 existau sclavi. Cu toate că președintele Abraham Lincoln după ce a fost ales în anul 1861 a cerut desființarea sclavagismului fapt neacceptat de 11 State din Sud ceea ce a dus la Războiul civil american  (1861–1865) cu Statele din Nord.

## Istoria și cultura
Majoritatea statelor din sud, cunoscute sub numele de Dixieland, împărtășesc povestea războiului civil american, care a văzut unirea lor în Statele Confederate ale Americii. În acest sens, Districtul Columbia este o excepție, în timp ce Delaware, Maryland, Kentucky, Missouri și Virginia de Vest  erau de fapt state tampon între statele din Uniune și cele din Confederație. În cele din urmă, în timpul războiului, Oklahoma de astăzi nu a fost un stat, ci Teritoriul Indian.
După război, în pofida legilor lui Jim Crow, majoritatea populației afro-americane a rămas concentrată în statele din Sud și a contribuit foarte mult la caracterizarea culturală ale acestor teritorii din punct de vedere muzical, spiritual, culinar și artistic.

## State
- Alabama
- Arkansas
- Delaware
- District of Columbia
- Florida
- Georgia (stat american)
- Kentucky
- Louisiana
- Maryland
- Mississippi
- North Carolina
- Oklahoma
- South Carolina
- Tennessee
- Texas
- Virginia
- West Virginia